# Ambassade de Serbie en France
L'ambassade de Serbie en France est la représentation diplomatique de la république de Serbie auprès de la République française. Elle est située au n°5 rue Léonard-de-Vinci dans le 16e arrondissement de Paris, la capitale du pays. Son ambassadrice est, depuis octobre 2023, Ana Hrustanović.

## Histoire
Dans les années 1900, l'hôtel particulier du 7 rue Léonce-Reynaud (16e arrondissement) accueillait la légation du royaume de Serbie.

## Liste des ambassadeurs
| Date de nomination | Date de nomination | Date de remise des lettres de créance | Date de remise des lettres de créance | Diplomate       |
| ------------------ | ------------------ | ------------------------------------- | ------------------------------------- | --------------- |
|                    |                    | 15 mars 2005                          | [ JORF 1 ]                            | Predrag Simic   |
|                    |                    | 11 juillet 2013                       | [ JORF 2 ]                            | Rajko Ristić    |
|                    |                    | 12 avril 2019                         | [ JORF 3 ]                            | Nataša Marić    |
| septembre 2023     |                    | 29 février 2024                       | [ JORF 4 ]                            | Ana Hrustanović |

## Consulat
La Serbie possède un consulat général à Strasbourg.

## Autres bâtiments

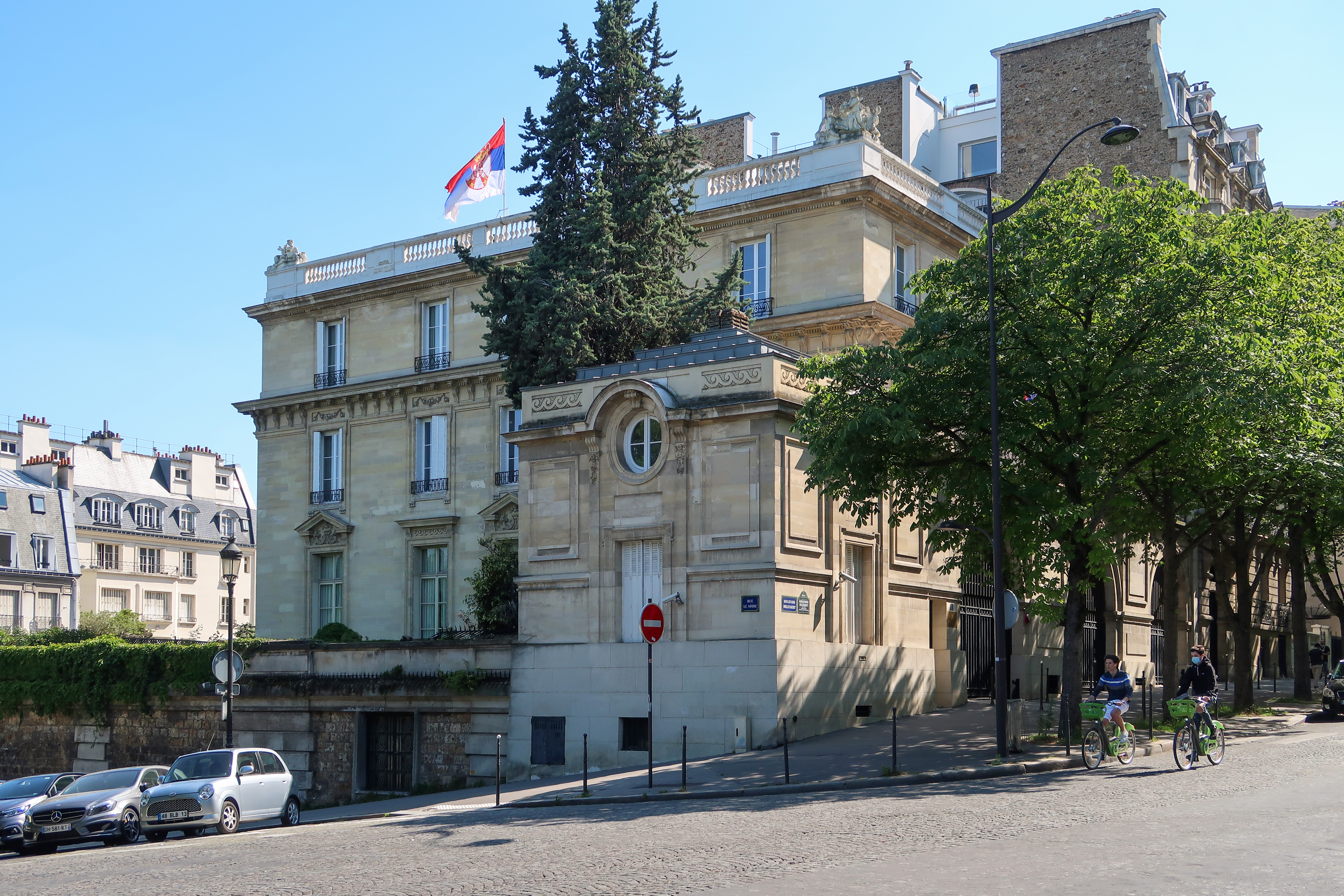
Le drapeau de la Serbie flotte au-dessus de l'entrée de la résidence de l'ambassade serbe à Paris, en 2020.

La résidence de l'ambassadeur, l'hôtel de La Trémoille, se trouve au n°1 boulevard Delessert (16e arrondissement de Paris).
Le Centre culturel de Serbie (Kulturni Centar Srbije) établi en 1973 en face du centre Georges Pompidou dépend directement du ministère de la Culture et de l'Information à Belgrade ; c'est le seul centre culturel serbe implanté à l'étranger. Il est également membre du Forum des instituts culturels étrangers à Paris (FICEP).